# Souvenir (film, 1994)
Pour les articles homonymes, voir Souvenir.
Souvenir est un film espagnol réalisé par Rosa Vergés, sorti en 1994, avec Anna Lizaran dans le rôle d'Elvira.